# Bozyazı
Bozyazı – miasto w Turcji, nad Morzem Śródziemnym, w prowincji Mersin. Według danych na rok 2001 liczy 30 700 mieszkańców.